# 溴酸铒
溴酸铒是一种无机化合物，化学式为Er(BrO3)3。它可由溴酸钾和高氯酸铒在热水中反应，于15 °C过滤除去高氯酸钾后得到；溴酸钡和硫酸铒反应，也能得到溴酸铒。